# Settat
Settat (em árabe: سطات) é uma cidade do centro de Marrocos, capital da província homónima e pertencente a região de Casablanca-Settat. Em 2014 tinha 142.250 habitantes. distribuidos por uma área de 54,7 km²
A cidade encontra-se na região histórica de Chaouia, que antes se chamava Tamesma, 70 km a sul de Casablanca, na estrada que liga esta cidade a Marraquexe, situada 170 km mais a sul (distâncias por estrada).

## História
Settat tornou-se um centro administrativo no início do século XIII devido à sua posição estratégica como lugar obrigatório de passagem entre o sul e o norte. Prosperou graças à riqueza do solo e nos séculos XVIII e XIX foi um importante centro de comércio de produtos agrícolas, que atraía gente muito empreendedora, como por exemplo judeus marroquinos que ali se instalaram em massa no século XIX, construindo o seu próprio bairro, a mellah, situado perto da casbá.
A casbá foi mandada construir pelo sultão Mulei Ismail (r. 1672–1727) e contribuiu para o desenvolvimento da cidade, pela segurança e ordem que trouxe tanto aos habitantes como aos viajantes. Mulei Ismail também oficializou o estatuto de Settat como capital regional ao ali instalar o primeiro caide (governador e senhor feudal) da região, que até aí dependia do caide de Doukkali e Rahmani.
O desenvolvimento foi perturbado no início do século XX durante o período da siba (anarquia) e pela colonização francesa, a que se opuseram violentamente as tribos de Chaouia partidárias de Mulei Hafide. Sob o Protetorado Francês, a cidade conheceu um desenvolvimento sem precedentes, como se verifica pelo grande crescimento demográfico entre 1913 e 1925, que restabeleceu o seu passado comercial. Essa prosperidade durou até ao início dos anos 1950, quando devido à expansão económica de Casablanca e à evolução dos meios de transporte, Settat entrou num período de semi-letargia, à semelhança de outras localidades.
A partir dos anos 1970 foram realizados grandes trabalhos de urbanismo para torná-la novamente um centro regional importante. Nos anos 1990 foi dotada duma universidade, um campo de golfe de nível internacional e de um hipódromo. O setor industrial foi dinamizado e atualmente é uma das zonas industriais mais dinâmicas de Marrocos. Settat está ligada por autoestrada (A7) a Casablanca desde 2001 e a Marraquexe desde 2007.

## Demografia
O crescimento populacional da cidade foi o seguinte:
| em 1994 | em 2004 | em 2014 |
| ------- | ------- | ------- |
| 96 217  | 116 548 | 142 250 |